# 올레이
올레이(Olay)는 미국의 화장품 브랜드이다. 1952년 남아프리카 공화국에서 처음 출시되었으며, 현재 프록터 앤드 갬블이 소유하고 있다.

## 역사

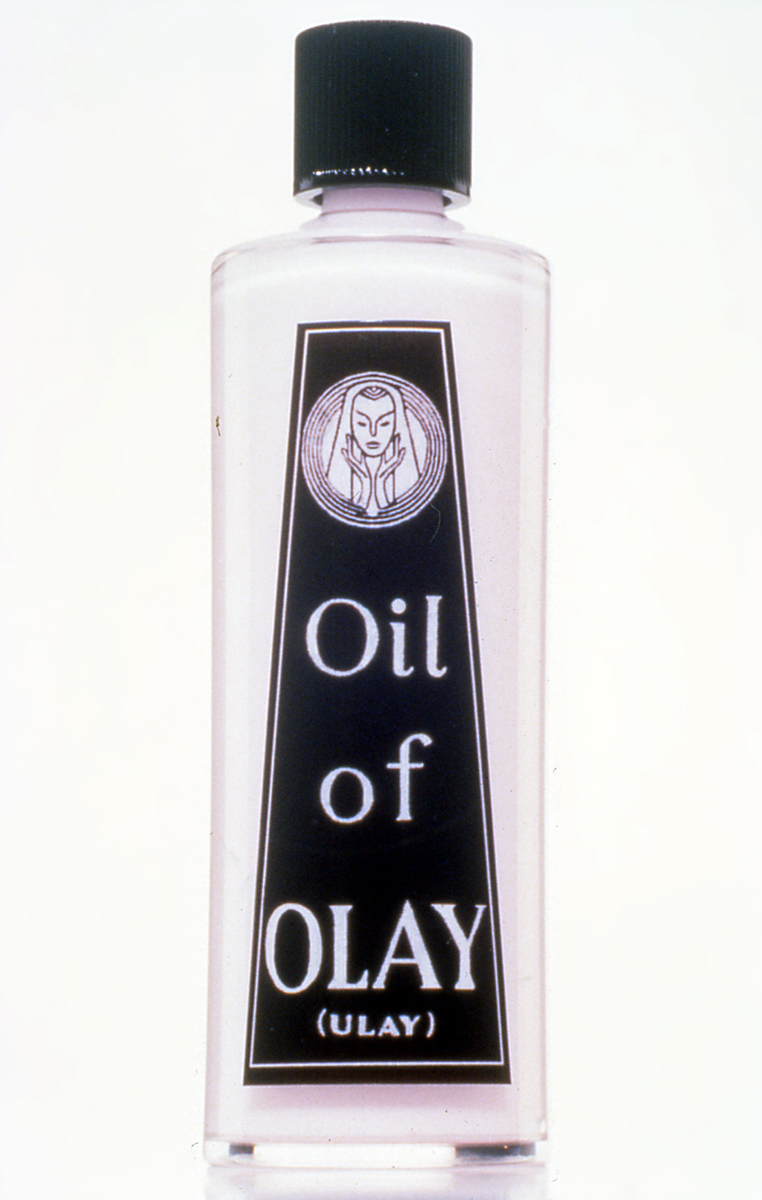
1952년 경, 최초의 오일 오브 올레이

올레이는 오일 오브 올레이로 남아프리카 공화국에서 시작되었다. 더반 출신의 유니레버 소속 화학자였던 그레이엄 울프(Graham Wulff)는 1952년 올레이를 처음 선보였다.  울프는 "오일 오브 올레이"라는 이름을 핵심 원료인 라놀린에서 따왔다. 당시에 제품은 크림 형태가 아니라 분홍색의 액체였고, 무거운 유리병에 포장되었기 때문에 다른 제품과 구별되었다. 울프와 마케팅 파트너인 잭 로(Jack Lowe)는 제품을 그들의 아내와 친구들에게 테스트하였고, 제품의 독특함과 품질에 자신감을 얻었다.
올레이의 마케팅 또한 제품을 보습제나 미용수로 홍보하지 않았기 때문에 독특하였다. 올레이 제품의 어느 곳에서 제품이 실제로 어떤 작용을 하는지 설명하지 않았다. 출판된 광고는 "어려 보이는 당신의 비밀을 공유해 보세요"라는 카피를 사용하여, 오일 오브 올레이의 "아름다움의 비밀"에 대하여 이야기하였다. 다른 광고는 Margaret Merril이라는 허구의 컬럼리스트가 독자에게 보내는 개인적인 메시지처럼 작성되었으며, 리더스 다이제스트나 신문에 실려 실제로 마치 컬럼처럼 보였다.
울프와 로는 애덤스 네셔널 인더스트리스(Adams National Industries, ANI)의 이름으로 제품을 생산하였으나 제품을 화장품 판매 업계에 직접 판매하지는 않았고, 약국이 소비자의 요구에 따라 제품을 주문하길 기다렸다.

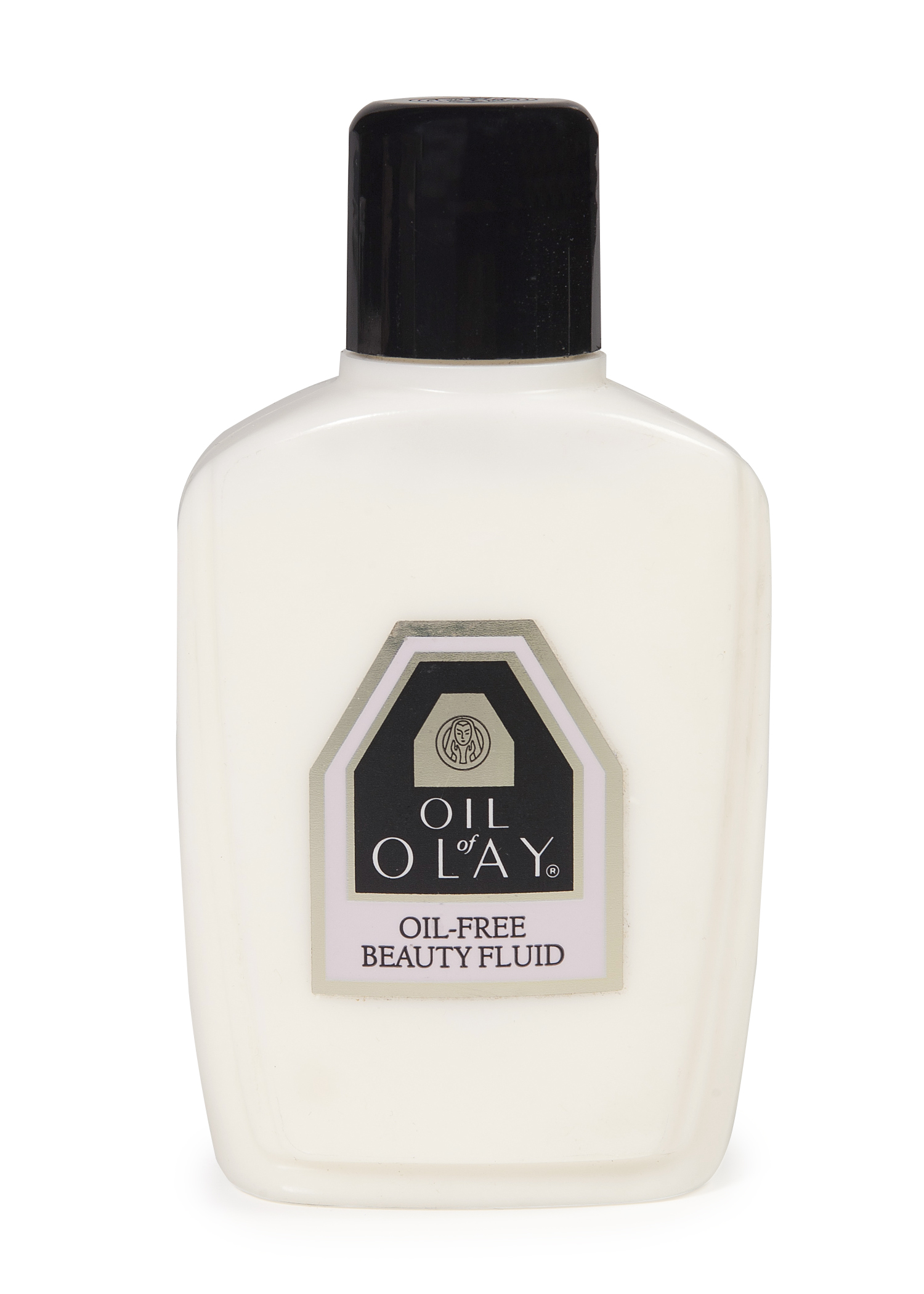
1992년 경 오일 오브 올레이

Richardson Merrell Inc(이후 Richardson-Vicks Inc)는 1970년 11월에 ANI를 인수하였다. RVI는 오일(Oli)을 대문자로 바꾸고, 상표를 보호하기 위하여 "뷰티 플루이드"라는 부가 명칭을 추가하였다. 또한 나이트 오브 울레이와 뷰티 클렌저와 같은 제품을 포함하기 위히기 위하여 제품의 종류를 확장하였다.
프록터 앤드 갬블이 1985년 RVI를 인수하여 올레이의 제품과 판매 지역을 더욱 확장하였다. 사용자의 나이나 피부 타입이 무엇이든 모든 종류의 스킨 케이 니즈를 충족하기 위하여 저자극성 제품, 클렌저, 클림 등 모든 종류의 화장품을 포함하게 되었다. 1999년에는 하나의 명칭으로 브랜드를 통일하는 것이 결정되었으며, Oil of Ulan과 Ulay는 Oil of Olaz을 사용하는 독일어 사용 지역과 이탈리리아를 제외하고 올레이로 통합되었다. 네덜란드와 벨기에서는 단순히 Olaz로 명칭이 변경되었다.

## 같이 보기
- 매스티지